# Jerachmeel ben Salomo
Jerachmeel ben Salomo war ein italienisch-jüdischer Chronist des 12. Jahrhunderts.
Er verfasste um 1150 in Süditalien die Chronik des Jerachmeel, eine Geschichte von der Weltschöpfung bis zum Jahr 70. Sie gehört zur Gattung der rewritten Bible und ist fragmentarisch überliefert im Sefer ha-Zikhronot („Gedenkbuch“) des deutschen Juden Elieser ben Ascher ha-Levi (frühes 14. Jh.). Sie beinhaltet die Zusätze aus Daniel Kap. 3 in aramäischer Sprache, welches möglicherweise auf ein aramäisches Original zurückgeht.